# الهروب من سجن بعبدا 2020
الهروب من سجن بعبدا 2020 عملية هروب جماعي، نفذها مجموعة من المساجين والموقوفين بسجن بعبدا في قصر العدل بالقرب من العاصمة اللبنانية بيروت، وكان ذلك فجر يوم 21 نوفمبر عام 2020، ونال هذا الحادث شهرة كبيرة على المستوي الاعلامي واهتماماً واسعاً من قبل الجهات الأمنية في لبنان حيث أنه يعد أكبر عملية هروب جماعي لمساجين تشهدها لبنان في تاريخها الحديث.

## عملية الهروب
في صباح يوم السبت الموافق 21 نوفمبر 2020 اقدم مجموعة من المساجين من جنسيات عدة بسجن مخفر قصر العدل بعبدا بالهروب الجماعي بعدما خططت مجموعة منهم لعملية الهروب، فقاموا في البداية بالتعدي علي عامل النظافة أثناء قيامه بعمله، والاشتباك مع العناصر الأمنية المسؤولة عن الحراسة، ثم قاموا بتحطيم أبواب الزنزانات، وقاموا بالفرار إلى الشارع العام واستوقف مجموعة كلبرة منهم سيارة واستولوا عليها من صاحبها وقاموا بالفرار بها، خوفاً من ملاحقة العناصر الامنية لهم، والتي كانت تطاردهم بالفعل منذ اللحظات الأولي لعملية الهروب، ونتيجة لهذه المطاردة من عناصر الأمن اللبنانية، اضطرت مجموعة الهاربين في السيارة المسروقة من زيادة السرعة ومن ثم الاصطدام بجذع شجرة كبيرة في حادث سير بالقرب من موقع المجلس الدستوري، مما اسفر عن تحطم السيارة ومقتل خمسة عناصر ومنهم، وإصابة البعض بجروح متفرقة، وقد ألقت قوات الامن التي كانت تطاردهم القبض علي من تبقي في السيارة، ومن جهة أخرى قامت قوات الأمن بتطويق المنطقة وتمشيطها في محاولة منها للقبض علي بقية المساجين الهاربين وتقديمهم للعدالة. بينما قامت مجموعة من أمهات الفارين بتسليم أولادهم إلى السجن طواعية، مما يعزز من الرأي القائل: أن مجموعة فقط من الهاربين هم من خططوا لعملية الهروب.
وقد فتحت السلطات اللبنانية تحقيقاً موسعاً في الواقعة، بعدما أظهرت الكاميرات السهولة واليسر اللتان تمت عليهما عملية الهروب، وأن هناك بعض الشكوك حول تواطؤ بعض العناصر الأمنية في سجن بعبدا مع مجموعة الهاربين، ومن جانب آخر حذرت سكان المنطقة ودعتهم لتوخي الحذر، وناشدتهم للابلاغ عن المتهمين الهاربين بعدما نشرت لائحة بأسماء وصور الهاربين.

## قائمة بأسماء الهاربين.[7]
| الاسم                  | الجنسية | الاسم                      | الجنسية |
| ---------------------- | ------- | -------------------------- | ------- |
| علي نواف الحجر         | سوري    | عبد الله بليخ الشلش        | سوري    |
| سعدالدين سمير ريحانة   | لبناني  | يوسف علي البني             | سوري    |
| أحمد رمضان الطبش       | سوري    | علي مالك العوطة            | لبناني  |
| محمد إبراهيم نصر       | فلسطيني | ايلي جورج ابوشعر           | لبناني  |
| وليد يوسف الحكيم       | لبناني  | ايلي شوقي شمعون            | لبناني  |
| محمد يوسف قاسم ظاظا    | لبناني  | علاء رجب مكتبي             | سوري    |
| خالد أحمد وتار         | فلسطيني | فادي إبراهيم حمادي         | لبناني  |
| جمال محمد كنعان        |         | محمد ديب حيدر بعلبكي       | لبناني  |
| وائل مصطفي المعاز      | لبناني  | علي جميل فياض              | لبناني  |
| خالد عفات عبود         | عراقي   | غزوان حسين زعيتر           | لبناني  |
| محمد عدنان العلي       | لبناني  | حسين عبد الله المصري       | لبناني  |
| ياسين خميس عبيد        | عراقي   | أمير حسين يزبك             | لبناني  |
| انس عبد الله حاج علي   | سوري    | خضر جهاد نبيعو             | سوري    |
| شوقي خالد المغربي      | سوري    | أسامة حسن شحاذة            | لبناني  |
| ايوب فؤاد الجوهري      | لبناني  | عبد الرحمن شكري مرعي       | لبناني  |
| ثائر محمد رمضان رسلان  | سوري    | علي محمد خليف              | لبناني  |
| محمد طه ماجد الكركي    | سوري    | جورج طانيوس داوود          | لبناني  |
| إبراهيم علي الحاج حسين | لبناني  | محمد خالد رجب              | سوري    |
| أحمد حسن شومر          | لبناني  | محمد طعان المقداد          | لبناني  |
| علي محمد جابر          | لبناني  | عبد الناصر إبراهيم نحاس    | سوري    |
| علاء محمد غراب         | سوري    | محمد عبد الناصر مقسومة     | لبناني  |
| مهدي عبد الله عبد الله | لبناني  | مصطفي محمد راجي عبد العزيز | سوري    |
| عباس جودت مشيك         | لبناني  | عمران سعيد الحجاج          | لبناني  |
| جوزيف هاني جرجي        | لبناني  | عماد جاك الحلبي            | لبناني  |
| علي عباس سيف الدين     | لبناني  | أحمد محمد العبد            | لبناني  |
| سليمان دحام العوض      | لبناني  | عيسى خالد الجباري          | سوري    |
| حميد احمد كرمو         |         | يوسف محمد الحمداوي         | سوري    |
| غزوان أحمد مسعود       | سوري    | هادي حبشي حبشي             | لبناني  |
| احمد خضر سليم          | لبناني  | نصر جمال جمرك              | سوري    |
| علي أحمد زراقط         | لبناني  | محمد علي إبراهيم           | لبناني  |
| باتريك أسعد كرم        | لبناني  | إبراهيم محمد الأحمد        | سوري    |
| عمار حسين الحمد        | سوري    | أحمد خالد حسين             | لبناني  |
| محمد علي علي حمود      | لبناني  | جهاد حسن مطر               | فلسطيني |
| مايز سمير غازي         | سوري    | سيمون جوزيف الصديق         | لبناني  |